# Hessenpoort
Hessenpoort is een wijk met bedrijventerrein, een industrieterrein in de Overijsselse plaats Zwolle. Het gebied behoort tot de wijk Berkum.

## Beschrijving
Aan de noordwestzijde wordt het gebied begrensd door de A28; de spoorlijn Zwolle - Meppel doorsnijdt het gebied. De provinciale weg N758, tussen Zwolle en Nieuwleusen, loopt door het bedrijventerrein.
Midden in de Hessenpoort ligt het belangrijke hoogspanningsstation 'Hessenweg', die voor een groot deel het hoogspanningsnet van Noord-Nederland koppelt met de rest van Nederland. Het hoogspanningsstation domineert het landschap.
Hessenpoort herbergt diverse grote bedrijven als DHL, Wehkamp, Zehnder en een groot distributiecentrum van Kuehne + Nagel. Ook is er een vestiging van Intratuin, en er is een hotel te vinden.
In februari 2015 werd een vestiging van IKEA geopend. Het Zweedse woonwarenconcern had de plannen daarvoor eind 2007 al aangekondigd, maar deze werden aanzienlijk vertraagd door juridische procedures omdat BVG Vastgoed B.V., dat er ook een project wilde realiseren, bezwaar had gemaakt. Een uitspraak van de Raad van State gaf uiteindelijk het groene licht.
Wijken: Aa-landen · Assendorp · Berkum · Binnenstad · Diezerpoort · Hanzeland · Holtenbroek · Ittersum · Kamperpoort-Veerallee · Marsweteringlanden · Poort van Zwolle · Schelle · Soestweteringlanden · Stadshagen · Vechtlanden · Westenholte · Wipstrik

Buurten: Aalanden-Midden · -Noord · -Oost · -Zuid · Bagijneweide · Berkum · Binnenstad-Noord · -Zuid · Bollebieste · Breecamp · Breezicht · Brinkhoek · De Tippe · Dieze-Centrum · Frankhuis · Gerenbroek · Gerenlanden · Geren · Haerst · Hanzeland · Harculo en Hoog-Zuthem · Herfte · Het Noorden · Hogenkamp · Holtenbroek I · II · III · IV · Indische Buurt · Ittersumerbroek · Ittersumerlanden · Kamperpoort  · Katerveer-Engelse Werk · Langenholte · Mastenbroek · Meppelerstraatweg-Zuid · Milligen · Nieuw-Assendorp · Noordereiland · Oldenelerbroek · Oldenelerlanden-Oost · -West · Oud-Assendorp · Oud-Westenholte · Oud Ittersum · Oud Schelle · Pierik · Schelle-Zuid en Oldeneel · Schellerbroek · Schellerhoek · Schellerlanden · Schildersbuurt · Schoonhorst · Spoolde · Stadsbroek · Stationsbuurt · Tolhuislanden · Veerallee · Veldhoek · Vreugderijk · Werkeren · Westenholte-Stins · Wezenlanden · Wijthmen · Windesheim · Wipstrik-Noord · -Zuid · Zwolle-Zuid

Bedrijventerreinen: Floresstraat · Hanzeland · Hessenpoort · Marslanden (-Noord · -Zuid) · Oosterenk · Voorst (Voorst-A · Voorst-B · Voorst-C) · Voorsterpoort · De Vrolijkheid